# Ramil Sheriff
Ramil Omar Sheriff (Enfield (Londen), 26 december 1993) is een voetballer met de Engelse en de Jamaicaanse nationaliteit die inzetbaar is als verdediger of verdedigende middenvelder.

## Clubcarrière
Sheriff doorliep de jeugdopleiding van Arsenal en Tottenham Hotspur. In de zomer van 2012 tekende hij een profcontract bij Norwich City waar hij aanvoerder was van het beloftenelftal. Zijn contract werd echter niet verlengd. In het seizoen 2013-2014 kwam Sheriff uit voor de amateurclubs Cockfosters en Northwood.
In de voorbereiding op het seizoen 2014-2015 was Sheriff enkele dagen op proef bij VVV-Venlo. Dat leidde niet tot een contract, omdat de toenmalige eerstedivisionist geen meerwaarde zag in de centrale verdediger.

### Cluboverzicht
| Seizoen         | Club            | Competitie                             | Competitie | Competitie | Beker | Beker | Playoff | Playoff | Totaal | Totaal |
| Seizoen         | Club            | Competitie                             | Wed.       | Dlp.       | Wed.  | Dlp.  | Wed.    | Dlp.    | Wed.   | Dlp.   |
| --------------- | --------------- | -------------------------------------- | ---------- | ---------- | ----- | ----- | ------- | ------- | ------ | ------ |
| 2013/14         | Cockfosters     | Spartan South Midlands Football League | 0          | 0          | 1     | 0     | —       | —       | 1      | 0      |
| 2013/14         | Northwood       | Southern Football League               | 11         | 0          | 3     | 0     | —       | —       | 14     | 0      |
| Carrière totaal | Carrière totaal | Carrière totaal                        | 11         | 0          | 4     | 0     | 0       | 0       | 15     | 0      |

## Interlandcarrière
Sheriff kwam uit voor de Jamaicaanse jeugdselectie onder 20 jaar. Op 8 juni 2014 maakte hij zijn debuut voor het Jamaicaans voetbalelftal, in een vriendschappelijke interland tegen Frankrijk.